# 平城隆司
平城 隆司（ひらじょう たかし、1960年9月28日 - ）は、日本のテレビプロデューサー。静岡朝日テレビ代表取締役社長。
テレビ朝日のプロデューサーとして知られ、同社取締役総合編成局長、常務取締役、持株会社のテレビ朝日ホールディングス取締役などを歴任した。

## 来歴・人物
慶應義塾大学卒業後、1984年にテレビ朝日入社。ディレクター等を経験するなどの制作畑を歩み、プロデューサーとして「万年4位」「振り向けばテレビ東京」と言われたテレビ朝日の視聴率を2005年にプライムタイム2位に引き上げた立役者の一人である。編成制作局制作1部兼編成部バラエティー制作チーフプロデューサー主任、編成制作局制作1部長を歴任後、2009年6月より編成制作局長に就任。2013年には編成制作責任者として、テレビ朝日開局以来、初の二冠王を達成した。また、「さまよう刃」「ゼロの焦点」などテレビ朝日製作映画のプロデュースに携わり、また2009年に放送された石原裕次郎二十三回忌関連での特番では、制作総括を担当した。2018年6月に静岡朝日テレビの代表取締役社長となり、2021年度は静岡朝日テレビ開局以来、初の世帯年度視聴率の全日1位を達成。個人全体も全日1位となる快挙を成し遂げた。
2011年6月28日の株主総会で同日付での取締役に就任。
2014年6月27日の株主総会にて同日付でのテレビ朝日常務取締役及び、テレビ朝日ホールディングス取締役に就任。
2014年7月1日付で担務を総合編成局担当になり局長兼務を解いた（総合編成局長は西新）。
2016年6月29日付で亀山慶二が総合編成局担当となり、平城はテレビ朝日常務取締役総合ビジネス局担当となった。
2018年6月20日付にて静岡朝日テレビ代表取締役社長に就任した。
2024年6月26日付にて静岡朝日テレビ代表取締役を退任した。

## これまで担当していた番組

### 企画
レギュラー
- いきなり!黄金伝説。（以前はプロデューサー・演出→チーフプロデューサーを担当）
- クイズプレゼンバラエティー Qさま!!
- 爆笑問題の検索ちゃん
- 今すぐ使える豆知識 クイズ雑学王
- 銭形金太郎
- 快感MAP

（上記番組は以前、チーフプロデューサーを担当）
- 賢コツ!!
- 大胆MAP
- ナニコレ珍百景
- お試しかっ!
- 学べる!!ニュースショー!
- そうだったのか!池上彰の学べるニュース

特番
- よゐこの無人島0円生活
- 史上最強のメガヒットカラオケBEST100 完璧に歌って1000万円!!（以前はプロデューサー・演出→チーフプロデューサーを担当）
- 独占!女だらけの60（120）分 レディGO!

### チーフプロデューサー
レギュラー
- 不思議どっとテレビ。これマジ!?
- さまぁ〜ずと優香の怪しい××貸しちゃうのかよ!!
- ちゃんネプ
- 決定!これが日本のベスト100
- マチャミナイト ガチンコ視聴率バトル 私がPだ!

特番
- ゴールデン・アロー賞
- 日本全国徹底調査!好きなアニメランキング100

### プロデューサー・演出
レギュラー
- ウッチャンナンチャンの炎のチャレンジャーこれができたら100万円!!（初期はチーフディレクター）
- ココリコ黄金伝説→ココリコA級伝説
- おネプ!

### プロデューサー
レギュラー
- クイズ!純粋男女交遊
- やったるJ

特番
- 生かし屋という男

### AD・ディレクター
レギュラー
- やすきよ笑って日曜日
- クイズタイムショック（山口時代・生島時代）
- ミュージックステーション
- アイドル共和国
- タブロイドTV

特番
- 大爆笑!テレビ30年夢のオールスター大集合 (生) スペシャル（1989年1月30日）
- 27時間チャレンジテレビ（1996年ディレクター、1997年総合演出）
- タモリの音楽ステーション